# Тандон, Равина
Рави́на Тандо́н-Тада́ни (хинди रवीना टंडन; 26 октября 1974, Бомбей, Махараштра, Индия) — индийская актриса

, кинопродюсер и фотомодель.

## Биография
Равина Тандон родилась 26 октября 1974 года в Бомбее (ныне Мумбаи) в семье режиссёра Рави Тандона (род. 1935) и его жены Вины. У Равины есть младший брат — бывший актёр Раджив Тандон, снимавшийся в кино под псевдонимом Раадж Тандон.

## Карьера
Равина снимается в кино с 1991 года и является лауреатом и номинантом множества кинопремий, в том числе Filmfare Award за лучшую дебютную женскую роль за роль в фильме «Каменные цветы». В этом фильме Равина снялась в паре с Салманом Ханом, с которым она впоследствии работала ещё в 4 фильмах: «Хочу жениться на дочери миллионера» (1994), Dus (1997), «Муки любви» (1997, камео) и «Как бы не влюбиться». Но наиболее часто Равина работала в паре с актёром Говиндой, вместе с которым она снялась в 9 фильмах.
Также Тандон является кинопродюсером и фотомоделью.

## Личная жизнь
В 1995 году Равина удочерила двух девочек в качестве мать-одиночки — 11-летнюю Пуджу (род. 1984) и 8-летнюю Чхайю (род. 1987).
С 22 февраля 2004 года Тандон замужем за кинодистрибьютором Анилом Тадани, с которым она встречалась год до их свадьбы. У супругов есть двое детей — дочь Раша Тадани (род. 16.03.2005) и сын Ранбирвардхан Тадани (род. 12.07.2007).